# Rages de Césars
Rages de Césars est un poème d'Arthur Rimbaud écrit en 1870.
Le manuscrit autographe, non daté, est conservé à la British Library. Il fait partie des poèmes remis à Paul Demeny et donc de ce qui est appelé le Cahier de Douai. 
Il n'en existe pas d'autre manuscrit connu.
Rages de Césars a été publié pour la première fois dans Reliquaire, poésies, L. Genonceaux, 1891.